# Innerlogics
Innerlogics é uma banda formada no verão de 2002 em Turim, Itália. A banda teve várias formações, das quais Dany, vocalista e guitarrista, é o único integrante original.
Depois de vários shows ao vivo, a banda conseguiu contato o artista e produtor Andrea Fusini e em 2007 gravaram o seu primeiro EP, Going Nowhere. Nesse mesmo verão, a banda começou a trabalhar no seu primeiro álbum, Modern Hero. Foi o primeiro álbum oficial da banda.

## Discografía
- Modern Hero

## Músicas
Online Disease
Anxiety Park
The Girl From the Bus
Bam's Girlfriends
Summer
Damn, She's Lying!
Choices
Teddy Bear
Mr. Andrew
Forgive
Left Outside Alone (originally by Anastasia)